# 黑點鮋
黑點鮋，為輻鰭魚綱鮋形目鮋亞目鮋科的其中一種，為熱帶海水魚，分布於西大西洋蘇利南至巴西外海海域，棲息深度37-66公尺，棲息在沿岸底層水域，生活習性不明。